# Basílica de Santa María in Porto
El santuario basílica de Santa María en Oporto es un importante lugar de culto católico de Ravena; se encuentra a lo largo de Via di Roma (el eje viario que atraviesa todo el centro histórico de la ciudad de norte a sur), no lejos de Porta Nuova. Está dedicada en latín a Maria Portuensium Mater et Ravennatum protectrix (María, madre de los portuenses y protectora de los raveneses). Es la sede del Santuario de la Virgen griega, patrona de Rávena.
En octubre de 1960 el papa Juan XXIII la elevó a la dignidad de basílica menor.

## Historia
En la primera mitad del siglo XV, los canónigos regulares de Santa María en Oporto decidieron construir su propio monasterio junto a la iglesia de Santa María a Porto Fuori, localidad situada a unos 4 km de las murallas de la ciudad de Rávena. Sin embargo, los venecianos ordenaron que el monasterio se construyera dentro de las murallas de la ciudad. Cerca de Porta Nuova, en el entonces extremo sur de la ciudad, se compró un terreno ocupado por casas, que fue demolido el 5 de agosto de 1496. La construcción del monasterio, iniciada en ese mismo año, finalizó trece años después, en 1509, aunque los canónigos ya se habían instalado allí en 1503. En 1511 vivió allí el papa Julio II durante su viaje a Romaña. En ese mismo año fue presentado el proyecto de la iglesia del nuevo monasterio por el arquitecto de Rávena Bernardino Tavella; su construcción, sin embargo, no comenzó hasta 1553 y continuó en las décadas siguientes (el techo de la nave central se construyó en 1561).
El 8 de octubre de 1606, el arzobispo de Rávena junto con el cardenal chambelán Pietro Aldobrandini consagraron la basílica junto con el convento relacionado. En 1710 se construyó el nuevo altar mayor y, en 1784, se completó la fachada, obra de Camillo Morigia. En 1797 la iglesia sufrió los efectos de la invasión francesa: el santuario, de hecho, fue despojado y saqueado y los monjes expulsados. Desde entonces, la Pinacoteca de Brera conserva el cuadro, también llamado Pala Portuense, que representa a la Virgen entronizada con el Niño, los santos Ana, Isabel, Agostino y el beato Pietro degli Onesti del pintor Ercole de Roberti. Al año siguiente tanto el monasterio como la iglesia fueron cerrados y utilizados como cuarteles militares. Sólo en 1828 se reabrió el monasterio, pero se cerró definitivamente en 1886 debido a las leyes de liquidación del eje eclesiástico (Real Decreto nº 3036, de 7 de julio de 1866), y se convirtió en una confitería.
A finales del siglo XIX la iglesia de Santa María de Oporto fue entregada al clero diocesano, convirtiéndose en sede parroquial. La nueva parroquia incorporó el territorio de la parroquia suprimida que estaba encabezada por la iglesia de Santa Bárbara. Por iniciativa del arzobispo Vincenzo Moretti (1871-1879) y sus sucesores, se restableció el culto a la Virgen griega. El 21 de abril de 1900, en los festejos por su octavo centenario, se coronó solemnemente la imagen de la Virgen.
Alcanzada por una bomba sin explotar en la zona del coro el 24 de julio de 1944, la iglesia fue posteriormente restaurada. Hoy en día, el monasterio se utiliza en parte como residencia de los monjes de San Paolo, el primer ermitaño, que todavía oficia, y en parte es sede de la galería de arte cívica (desde 1972).

## Descripción

### Exterior

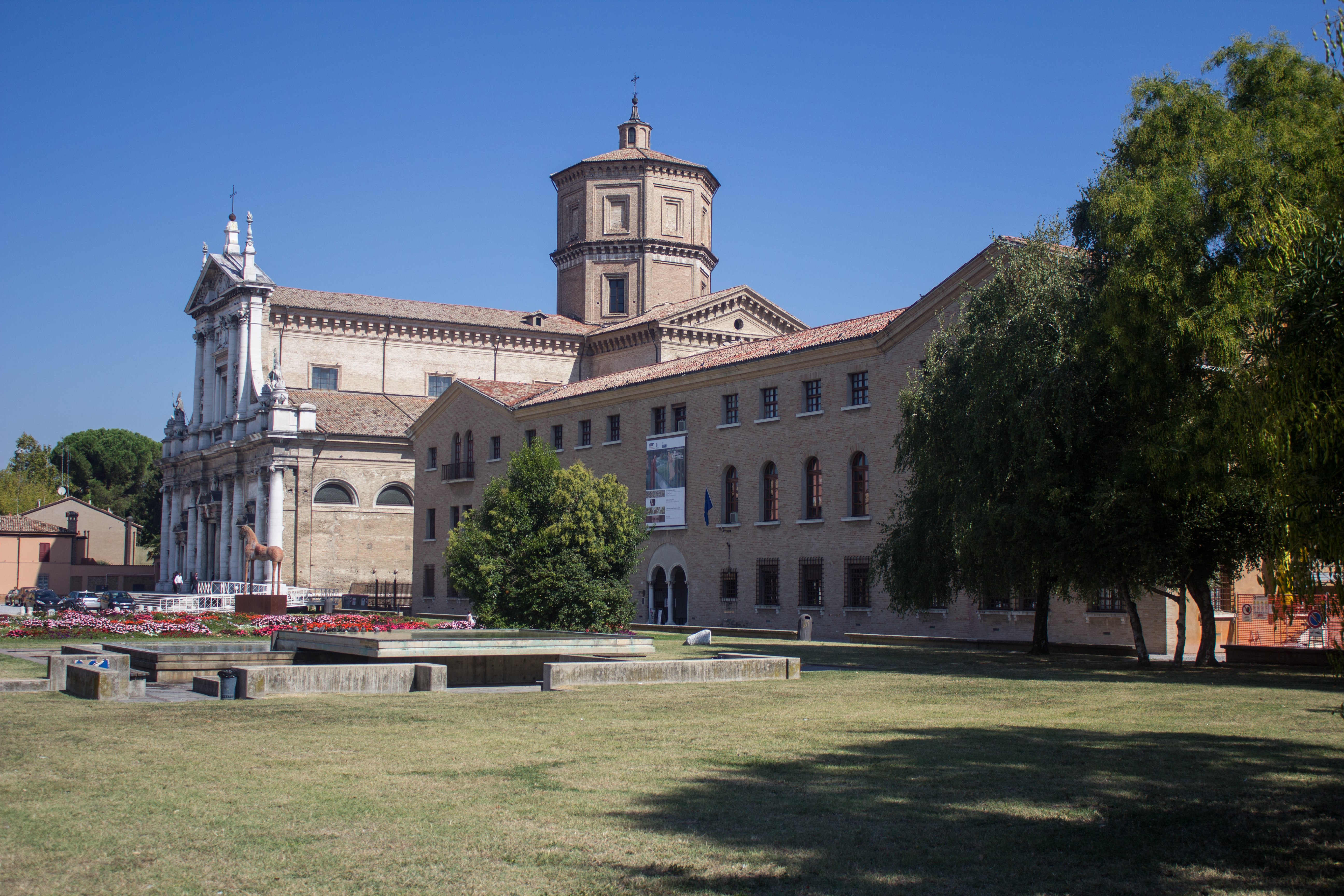
Vista exterior.

En el tramo inicial de Via Roma se encuentra la basílica de Santa María de Oporto.
La iglesia, que da a un gran espacio abierto rectangular con parterres de flores, está precedida por una escalera terminada en 1783. La fachada de piedra blanca de Istria, con salientes, es obra de Camillo Morigia y fue terminada en 1784. Está dividida en dos bandas superpuestas por una alta cornisa: la banda inferior, de orden jónico, corresponde a las tres naves; la superior, de orden corintio, corresponde únicamente a la nave central.
La banda inferior está dividida en tres sectores principales por otros cuatro, cada uno de los cuales está compuesto por dos semicolumnas con una hornacina en el centro. Dentro de los nichos se encuentran estatuas de santos, creadas por el escultor veronés Diomiro Cignaroli. Representan, de izquierda a derecha: Caridad, Fe, Esperanza y Humildad. Cada uno de los tres sectores principales alberga un portal, con un frontón quebrado sostenido por dos columnas jónicas, una a cada lado. El portal central, de mayor tamaño que los otros dos, está coronado por la estatua que representa la Virgen griega, de 1689; las columnas que sostienen el frontón son del siglo V y proceden de la hoy desaparecida Basílica de San Lorenzo de Cesarea.
La banda superior, sin embargo, corresponde únicamente al sector central y a los adyacentes a él en la banda inferior. En el sector medio hay un gran ventanal rectangular con balaustrada, rematado por el escudo del monasterio de Santa María de Oporto; en los dos sectores laterales, en cambio, dentro de hornacinas, las estatuas de San Lorenzo, a la izquierda, y de Piero degli Onesti. En los dos extremos de la fachada se encuentran, pues, las estatuas de Sant'Agostino, a la izquierda, y Sant'Ubaldo.
La fachada remata con un frontón triangular, con el monograma mariano.
En el cruce entre la nave central y el crucero se levanta la cúpula octogonal, con, en el exterior, un doble orden; en el orden inferior se abren cuatro ventanas, una correspondiente a cada uno de los lados oblicuos. El cimborrio está rematado con un linterna, también octogonal, que alcanza los 53 metros de altura.

### Interior

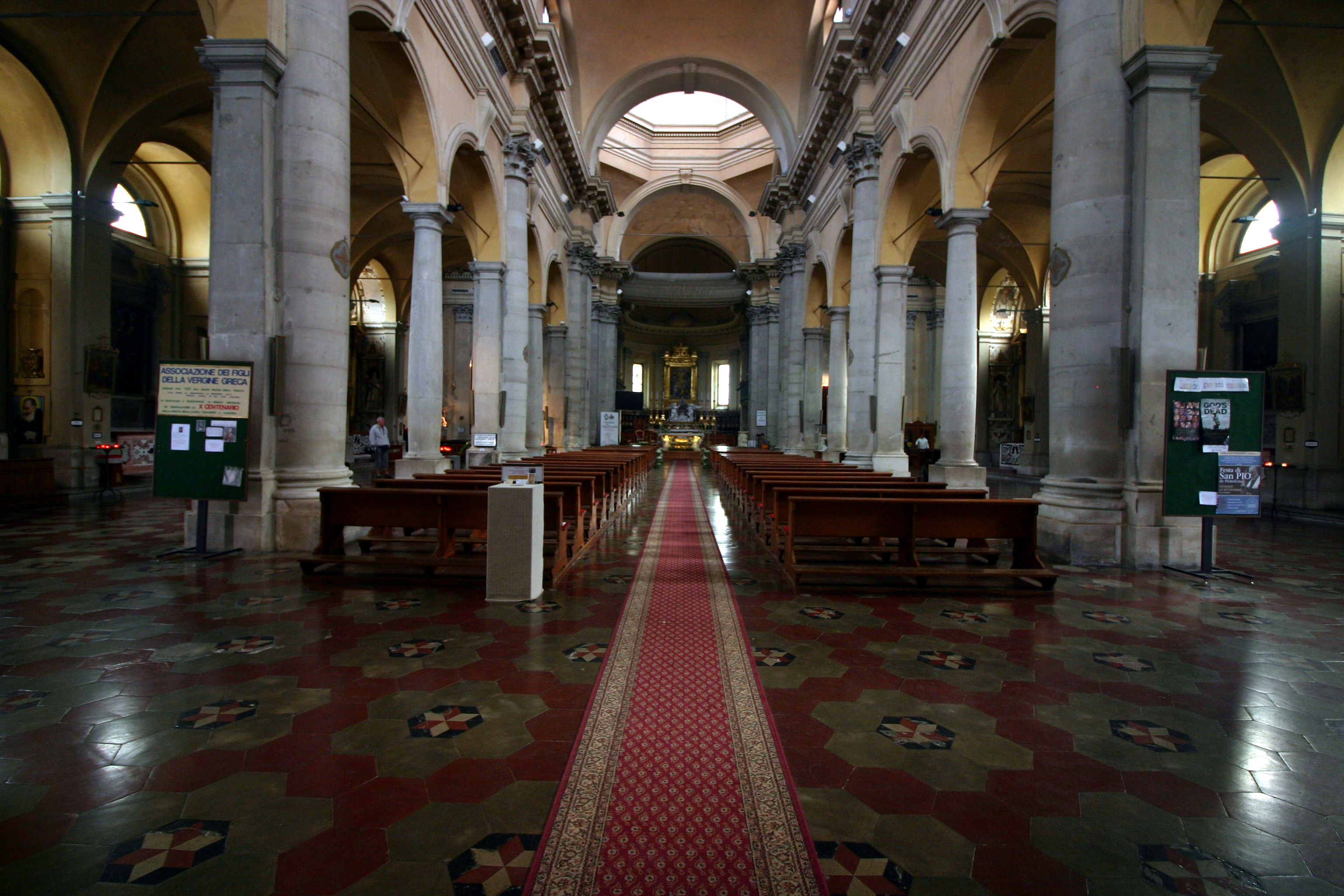
El interior de la basílica.

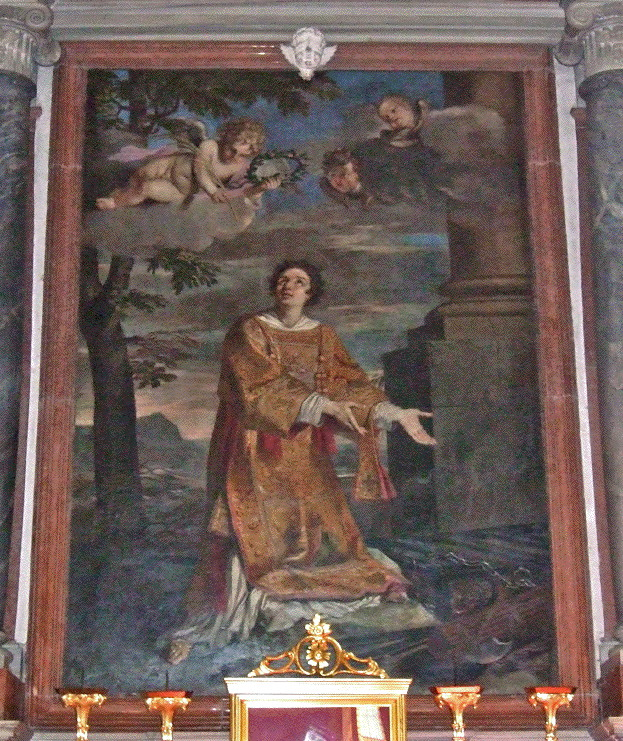
Emilio Taruffi, Retablo de San Lorenzo.

La basílica de Santa María de Oporto tiene planta de cruz latina, con una sala dividida en tres naves con seis tramos laterales y tres tramos centrales, cubierta con bóveda de crucería.
A lo largo de las naves laterales hay seis capillas a cada lado; todas las capillas laterales son de planta rectangular, con bóveda de cañón y altar barroco de mármol. en la cuarta capilla a la derecha, sobre el altar, se encuentra el retablo del Martirio de San Giacomo Minore, realizado por el ferrarés Ippolito Scarsella, conocido como Scarsellino; en la capilla contigua se encuentra el retablo del Martirio de Santa Margarita, de Cesare Corte, flanqueado por las estatuas de estuco de San Pier Damiani y Pietro Peccatore, del siglo XVIII. En la tercera capilla de la izquierda, sin embargo, se encuentra el cuadro de Palma del Joven Martirio de San Marcos y, en la siguiente, un valioso Crucifijo del siglo XV.
Los dos brazos del crucero constan de un vano cuadrado con bóveda de crucería y ábside semicircular delimitado por una balaustrada de mármol y un altar también de mármol. En el altar izquierdo se encuentra la Virgen griega, un bajorrelieve de mármol del siglo IX procedente de Oriente que representa a la Virgen orante con un gran manto que, según la tradición, el 8 de abril de 1100, en la playa cerca de Classe, se apareció entre dos ángeles para un grupo de personas religiosas. En el altar del brazo derecho del crucero, sin embargo, se encuentra el cuadro San Lorenzo de Emilio Taruffi de Bolonia.
En correspondencia con la nave central, más allá del crucero, se sitúa el ábside, formado también, al igual que los transeptos, por un vano cuadrado con bóveda de crucería y ábside semicircular. En el centro, se encuentra el altar mayor, de 1710. Sobre la mesa se encuentra el valioso tabernáculo de mármol policromado, procedente del altar anterior, iniciado en 1627 por Giuseppe Vivoli y terminado en los años siguientes por Ascanio Mula. A sus lados, dos ángeles en mármol de Carrara.
Detrás del altar, cerca del muro semicircular, se encuentra el valioso coro de madera del siglo XVI, obra de Marino Francese. Compuesto por 75 sillería, se divide en dos órdenes superpuestos, el superior con decoraciones esculpidas. En el centro del ábside, entre dos grandes ventanales rectangulares, se encuentra, dentro de un rico marco de madera dorada y tallada, el retablo de la Anunciación de Giovanni Laurentini de Rímini.

### Órgano de tubos
En las dos paredes laterales del ábside se encuentran dos sillerías de coro de madera del siglo XVIII, cada una de las cuales originalmente albergaba su propio órgano. Los instrumentos, reelaborados varias veces, fueron unificados en 1978 por el organero ferrareso Gianni Ferraresi y, en aquella ocasión, restaurados y adaptados a los estándares de la época.
El instrumento actual reutiliza las cajas de madera y, sólo en parte, el material sonoro de los órganos anteriores. La transmisión es totalmente eléctrica, con una consola móvil independiente ubicada a la derecha del altar mayor. Dispone de dos teclados de 61 notas cada uno y una pedalera cóncava-radial de 32. Las fachadas de las dos cajas idénticas se componen de tres campos principales separados por pilastras, cada uno de los cuales tiene 11 tubos principales dispuestos en una sola cúspide con bocas en forma de mitra alineadas horizontalmente; encima de cada uno de los dos campos laterales, hay un órgano muerto.

## La Virgen griega

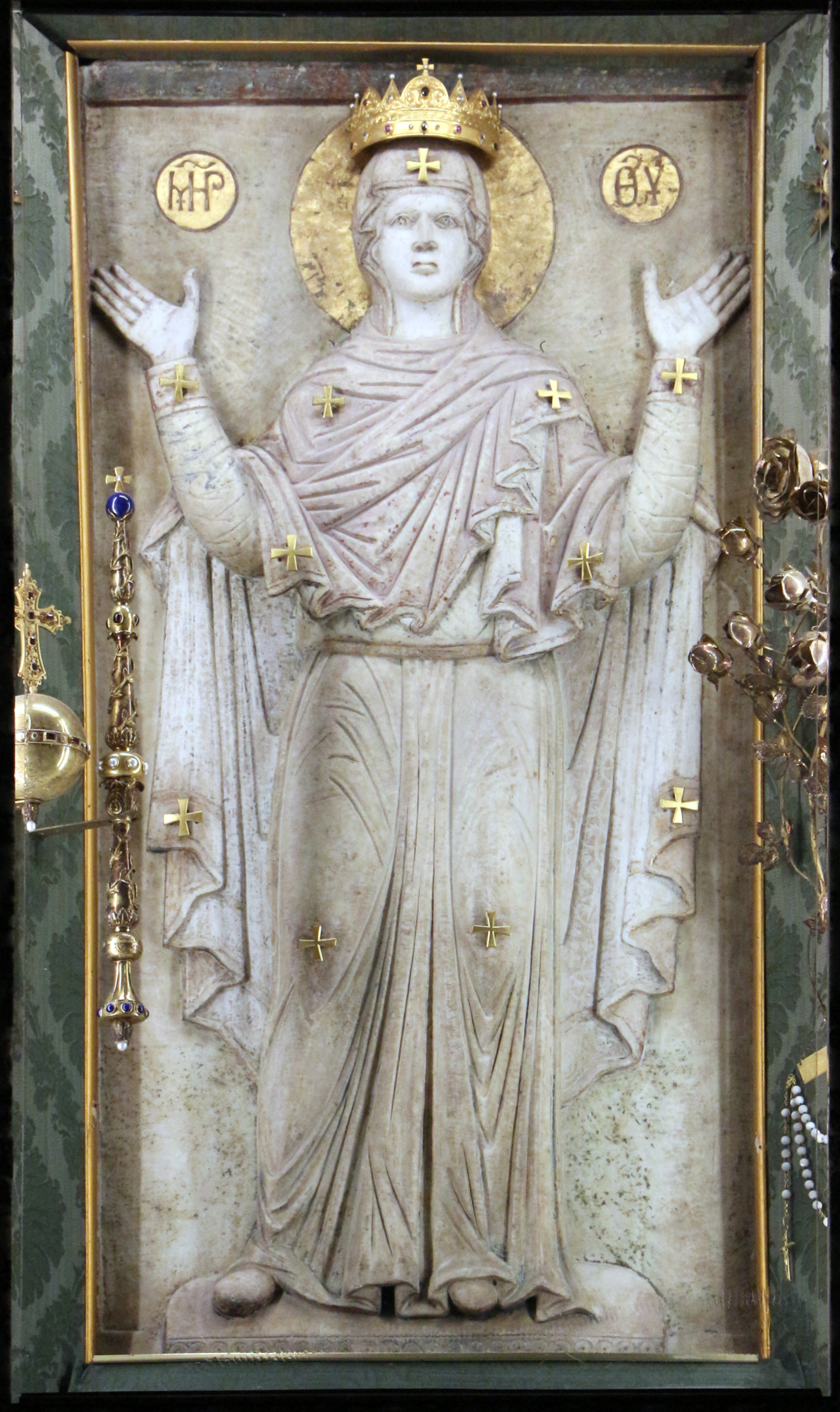
La Virgen griega de Rávena.

En la iglesia se venera la sagrada imagen de la Virgen griega, patrona de Rávena. Según la tradición, la imagen llegó milagrosamente a Rávena procedente de Constantinopla en el año 1100, un domingo in albis. Fue encontrado en la playa por los monjes de Santa María en Porto Fuori, que en la época se encontraba junto al litoral. Se trata de un bajorrelieve bizantino tallado en mármol de Paros, que data de una época anterior al Concilio de Éfeso (431). Al mismo tiempo que se colocaba el bajorrelieve, fray Serafino Merlini, superior de los canónigos de Letrán, transportó al interior de la iglesia todas las reliquias sagradas que, con la autorización del pontífice, pudo recoger en todos los monasterios de la orden.